# Dysmachus elapsus
Dysmachus elapsus là một loài ruồi trong họ Asilidae. Dysmachus elapsus được Villeneuve miêu tả năm 1933. Loài này phân bố ở vùng Cổ Bắc giới.